# Hyphus aurantiacus
Hyphus aurantiacus es una especie de insecto coleóptero de la familia Cerambycidae. Estos longicornios son endémicos de Célebes, Indonesia.
H. aurantiacus mide unos 22 mm.